# Virtual Pool 64
Virtual Pool 64 är ett biljardspel till Nintendo 64 utvecklat av Celeris och en del i serien Virtual Pool. Spelet släpptes i Nordamerika den 17 december av Crave Entertainment. Man kan spela nio olika varianter av biljard i spelet.